# 嘉麻平テレビ中継局
嘉麻平テレビ中継局（かまひらテレビちゅうけいきょく）は、福岡県嘉麻市にある地上デジタルテレビ放送の中継局である。

## 概要
嘉麻市の平（ひら）地区をエリアとする。
平地区は当初、周辺地区にある中継局からの電波でカバーすることとされていた。しかし実際に始まってみると受信環境が良くなく、該当する世帯数も市内他の地区に比べるとかなりの数に上ったため、国はデジタル新局を設置する条件を満たすと判断。アナログ放送終了間際に開局した。

### 所在地
嘉麻市平510-60

## 沿革
全て2011年（平成23年）の出来事。
2月28日
総務省九州総合通信局が予備免許を交付
3月1日
試験放送開始
3月25日
総務省九州総合通信局が本免許を交付
4月1日
本放送開始

## チャンネルと出力
| ID | 放送局名         | 物理チャンネル | 空中線電力 | ERP   | 放送対象地域 | 放送区域内世帯数 |
| -- | ---------------- | -------------- | ---------- | ----- | ------------ | ---------------- |
| 1  | KBC 九州朝日放送 | 37ch           | 50mW       | 130mW | 福岡県       | 600世帯          |
| 2  | NHK北九州教育    | 39ch           | 50mW       | 130mW | 全国放送     | 600世帯          |
| 3  | NHK北九州総合    | 36ch           | 50mW       | 130mW | 福岡県東部   | 600世帯          |
| 4  | RKB毎日放送      | 23ch           | 50mW       | 135mW | 福岡県       | 600世帯          |
| 5  | FBS 福岡放送     | 16ch           | 50mW       | 140mW | 福岡県       | 600世帯          |
| 7  | TVQ九州放送      | 35ch           | 50mW       | 130mW | 福岡県       | 600世帯          |
| 8  | TNC テレビ西日本 | 18ch           | 50mW       | 135mW | 福岡県       | 600世帯          |